# Kurzia uleana
Kurzia uleana là một loài rêu tản trong họ Lepidoziaceae. Loài này được (Stephani) Grolle miêu tả khoa học lần đầu tiên năm 1963.